# Hauts-furneaux et aciéries de Differdange, St-Ingbert, Rumelange

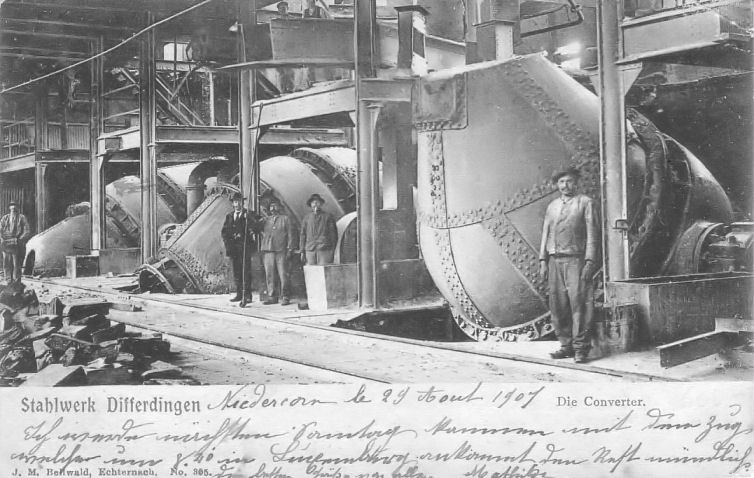
Stahlwerk in Differdingen

Die  Hauts-fourneaux et aciéries de Differdange, St-Ingbert, Rumelange (HADIR), waren ein luxemburgisches Stahlunternehmen mit luxemburgischem, französischem und belgischem Kapital.
Die HADIR wurde am 5. Februar 1920 gegründet und übernahm die Luxemburger Aktivitäten der Deutsch-Luxemburgischen Bergwerks- und Hütten-AG, deren Vermögen deutscher Eigentümer nach dem Ersten Weltkrieg von französischer Seite enteignet wurde.
Das Unternehmen bestand bis zur Übernahme durch die ARBED im Jahre 1967.